# Gary Burne
Gary Burne, all'anagrafe Algernon de Blois Hayes-Hill (Bulawayo, 24 aprile 1934 – Salisbury, 26 agosto 1976), è stato un ballerino e coreografo britannico.

## Biografia
Gary Burne nacque nell'odierno Zimbabwe nel 1934, figlio di Harry M. Hayes-Hill e Una May Spurr. Cominciò a danzare all'età di sette anni e a quindici fu notato da Anton Dolin, che lo incoraggiò a proseguire gli studi a Londra. Una volta arrivato nel Regno Unito fu ammesso alla Sadler's Wells Ballet School e un mese più tardi si unì al Sadler's Wells Ballet del Covent Garden. Dopo cinque anni nel corps de ballet del Royal Ballet, nel 1956 fu promosso al rango di solista e l'anno successivo fu il primo interprete del Re del Sud ne Il principe delle pagode di John Cranko; negli anni successivi ampliò il proprio repertorio danzando nell'Ondine, Dafni e Cloe e Symphonic Variations di Frederick Ashton. Tra il 1959 e il 1960 danzò nelle tournée del Royal Ballet negli Stati Uniti, Russia e Sudafrica, ballando come partner di grandi ballerine come Rosella Hightower, Beryl Grey ed Antoinette Sibley.
Quando Cranko fu nominato direttore artistico del balletto di Stoccarda nel 1961 invitò Burne ad unirsi alla compagnia in veste di primo ballerino accanto a Marcia Haydée, Richard Cragun e Ray Barra. Rimase nella compagnia per diciotto mesi, danzando ruoli originali in Dafni e Cloe e Romeo e Giulietta, oltre che parti del repertorio classico. Nel 1963 intanto il governo sudafricano aveva fondato quattro compagnie di balletto e una di esse, il PACT Ballet, offrì a Burne la posizione di maestro di balletto e primo ballerino. In questa veste danzò con successo ruoli di alto profilo, tra cui Albrecht accanto alla Giselle di Yvette Chauviré e Siegfried accanto all'Odette di Phyllis Spira ne Il lago dei cigni. Dopo una disputa sul salario, nel 1965 Burne e Spira lasciarono il PACT Ballet per il Cape Town City Ballet, dove Burne rimase fino al 1971. Tra il 1967 al 1968 si trasferì brevemente a Toronto per danzare con il National Ballet of Canada, per poi tornare al CAPAB Ballet in veste di maestro del balletto e coreografo. Qui compose balletti originali come The Prodigal Son (1970), The Birthday of the Infanta (1971) e Variations Within Space (1971). Successivamente si trasferì a Parigi per alcuni mesi per danzare come freelance, per poi tornare nella natia Rhodesia per coreografare il musical Jesus Christ Superstar e curare alcuni allestimenti del Rhodesian National Ballet.
Nel 1975 sposò la ballerina Linda Smit, ma il matrimonio ebbe vita breve: tossicodipendente da tempo, Burne si suicidò nell'agosto 1976 all'età di quarantadue anni.